# Mirco Wallraf
Mirco Wallraf (* 12. Dezember 1974 in Frechen) ist ein deutscher Schauspieler. Seine Ausbildung absolvierte er am Lee Strasberg Theatre Institute in Los Angeles.

## Leben
Im Fernsehen sah man ihn 1994 in Tränen eines Siegers bei RTL. Es folgten Episodenrollen in der Lindenstraße, St. Angela, SOKO 5113 und In aller Freundschaft. 2002 war er in Oliver Fischers Kurzfilm Herbertskaule zu sehen. Außerdem spielte er in Italien in dem Film Scomparsi eine kleine Rolle.
Von Dezember 1995 bis August 1998 spielte Wallraf in der ARD-Daily Verbotene Liebe die Hauptrolle Ramon Santos. Auch im zweiten Soap-Format des Senders, Marienhof, wurde er als Raul Garcia Teil des Hauptcasts, dem er von 2002 bis 2011 angehörte. Anfang 2013 war Wallraf vom 23. Januar bis 12. Februar als Gonzalo Pastoriza in der Telenovela Sturm der Liebe zu sehen.
2000 gab er auf der Bühne im Theater „Alter Wartesaal“ in Köln den Jorgos in Katzelmacher; 2002 spielte er den Nick in Wer hat Angst vor Virginia Woolf? im „Tanzhaus NRW“.
2009 nahm Wallraf am perfekten Promi-Dinner teil.

## Filmografie
- 1994: Tränen eines Siegers
- 1995–1998: Verbotene Liebe
- 2000: Dr. Stefan Frank – Der Arzt, dem die Frauen vertrauen - Die lebende Bombe
- 2002–2011: Marienhof
- 2013: Sturm der Liebe
- 2014: Verdachtsfälle (Falsche Versprechungen - Gib mir mein Kind zurück)